# Moeder (single)
Moeder is een Nederlandstalige single van de Belgische band Clement Peerens Explosition uit 2000.
De single bevatte geen ander liedjes.
Het liedje verscheen op de ep De Wraak van Moeder Fazant op Gescheiden Vrouwen met een Rotsmoel.

## Meewerkende artiesten
- Clement Peerens (elektrische gitaar, zang)
- Sylvain Aertbeliën (basgitaar)
- Vettige Swa (drums)